# Єрґ Войте
Єрґ Войте  (нім. Jörg Woithe, 11 квітня 1963) — німецький плавець, олімпійський чемпіон.

## Виступи на Олімпіадах
| Олімпіада   | Дисципліна                            | Місце |
| ----------- | ------------------------------------- | ----- |
| Москва 1980 | плавання на 100 метрів вільним стилем | 1     |
| Москва 1980 | плавання на 200 метрів вільним стилем | 4     |
| Москва 1980 | естафета 4 × 200 вільним стилем       | 2     |
| Москва 1980 | комплексна естафета 4 × 100           | 4     |